# Institut zur Pflege deutschen Wissens
Das Institut zur Pflege deutschen Wissens war eine österreichische, völkisch-antisemitische Vereinigung.

## Entstehung und Leitung
Das Institut zur Pflege deutschen Wissens wurde von Robert Körber 1924 an der Universität Wien unter Beteiligung von Fred Ebert gegründet. Geleitet wurde das Institut von Körber, der zu dieser Zeit auch der Leiter des Kulturamtes der deutschen Studentenschaft an der Universität Wien war. Zudem hatte Körber leitende Funktionen in folgenden Wiener Organisationen inne: Akademische Vereinigung für Rassenpflege; Völkische Arbeitsgemeinschaft, Sektion Wissenschaft; Kreis VIII der Deutschen Studentenschaft; Deutsche Gesellschaft für Rassenpflege; Wiener Gesellschaft für Rassenpflege; Sektion Universität der Frontkämpfervereinigung; Akademische Sektion des Deutschen Turner-Bundes; Alldeutscher Verband, Ortsgruppe Universität.

## Ziele
Die Hauptaufgabe des Instituts zur Pflege deutschen Wissens war „die Pflicht zur Zurückdrängung, der Bekämpfung des Judentums“. Dazu wurden vor allem öffentliche Vorträge organisiert und abgehalten, so in den ersten drei Jahren des Institutsbestehens 67 Vorträge, davon 24 von Hochschulprofessoren.
Körber schreibt folgendes über das von ihm gegründete Institut: „Mitten in dieser rassenchaotischen roten und jüdischen Wüste im Staat und an den Hochschulen stand in der Ostmark seit 1920 die blutbewusste großdeutsch gesinnte akademische Jugend. Durch das schon 1923 gegründete ‚Kulturamt [der deutschen Studentenschaft an der Universität Wien]‘ und das 1924 errichtete ‚Institut zur Pflege deutschen Wissens‘ predigte sie von deutschem Blutgefühl und nordischer Rassenseele, von Staatserneuerung und Volkseinheit, vom Zusammenschluss aller Deutschen im Reich.“

## Förderung
An der Universität Wien wurde das Institut zur Pflege deutschen Wissens von einem Förderausschuss großzügig unterstützt. Diesem Förderausschuss gehörten die folgenden Professoren an: Otto Reche (Ehrenvorsitzender), Alfons Dopsch, Karl Gottfried Hugelmann, Max Langer, Richard Meister, Othmar Spann und Gustav Kraitschek.